# SAM-Colombia-Flug 501
Der SAM-Colombia-Flug 501 (Flugnummer: MM501) war ein Flug der kolumbianischen Fluggesellschaft SAM Colombia (Sociedad Aeronáutica de Medellín) von Panama-Stadt nach Bogotá mit einer Zwischenlandung in Medellín. Am 19. Mai 1993 verunfallte auf diesem Flug eine Boeing 727-46, da die Maschine frontal auf einen Berg prallte. Alle 132 Personen an Bord kamen ums Leben.

## Flugzeug
Bei dem verunglückten Flugzeug handelte es sich um eine Boeing 727-46, die zum Zeitpunkt des Unfalls 27 Jahre und 5 Monate alt war. Das Flugzeug trug die Werksnummer 18876, es handelte sich um die 217. Boeing 727 aus laufender Produktion. Die Maschine wurde im Werk von Boeing auf dem Boeing Field im Bundesstaat Washington montiert und absolvierte am 30. Dezember 1965 ihren Erstflug. Am 7. Januar 1966 wurde sie an die Japan Air Lines ausgeliefert und mit dem Luftfahrzeugkennzeichen JA8309 zugelassen. Am 16. November 1972 übernahm Korean Air die Maschine und ließ sie als HL7309 zu. Ab dem 9. November 1980 gehörte die Maschine zur Flotte der SAM Colombia, wo sie zunächst als HK2422 betrieben wurde und später das Luftfahrzeugkennzeichen HK-2422X erhielt. Das dreistrahlige Schmalrumpfflugzeug war mit drei Triebwerken des Typs Pratt & Whitney JT8D-7A ausgestattet.

## Unfallhergang
Flug 501 sollte von Panama-Stadt nach Bogotá in Kolumbien führen, wobei ein Zwischenstopp in Medellín geplant war. Um 14:18 Uhr hob die Maschine ab und stieg auf eine Flughöhe von 16.000 Fuß (ca. 4900 Meter). An Bord befanden sich 7 Besatzungsmitglieder und 125 Passagiere, darunter eine Reihe von Zahnärzten aus Panama, die sich auf dem Weg zu einer Tagung befanden.
Da sich im Anflug auf Medellín ein Gewitter zusammengezogen hatte, war die Navigation mittels Radiokompass erschwert. Ein Funkfeuer sendete daher falsche Signale. Ein weiteres war dagegen nicht verfügbar, da Terroristen den Mast in die Luft gesprengt hatten. Die Besatzung meldete sich, als sie auf einer Flughöhe von 16.000 Fuß (ca. 4900 Meter) das NDB Abejorral überflog. Die Piloten erhielten anschließend die Freigabe zum Sinkflug auf 12.000 Fuß (ca. 3660 Meter). Anschließend brach der Funkkontakt ab. Nach mehreren vergeblichen Versuchen, die Maschine zu kontaktieren, erklärte die Flugsicherung in Medellín einen Notfall. Die Maschine war zwischenzeitlich auf 12.300 Fuß (ca. 3700 Meter) Höhe gegen den Berg Paramo Frontino geflogen, wobei alle 132 Personen an Bord getötet wurden.

## Unfallursache
Da das Funkfeuer außer Betrieb war, machte die Besatzung Navigationsfehler. Die Maschine hatte das Funkfeuer entgegen den Annahmen der Piloten noch nicht erreicht, sodass die Maschine verfrüht in bergiges Gelände geflogen wurde.